# Charles Anglès
Pour les articles homonymes, voir Anglès (homonymie).
Charles Anglès, né le 30 septembre 1753 à Veynes (Hautes-Alpes) et mort le 5 mai 1834 dans la même ville, est un homme politique français. La famille Anglès est une famille de parlementaires dauphinois (aujourd’hui devenue famille Anglès d’Auriac). Il est le cousin de Jules Anglès.

## Carrière politique
Maire de sa ville natale de Veynes, il est choisi comme député des Hautes-Alpes au Corps législatif le 6 janvier 1813. Il occupe ce siège jusqu'au 4 juin 1814.
Il est un membre docile et muet de la majorité d'alors.